# Esteban de Farsalo
Esteban Uroš Nemanjić (en serbio: Стефан Урош Немањић; c. 1366 - c. 1393) fue un noble serbio y era hijo del zar Simeón Uroš Nemanjić. Gobernó la ciudad de Farsalo de 1386 hasta la conquista turco otomana en 1393.

## Biografía
No se ha conservado mucha información sobre el hijo menor de Simeón Uroš Nemanjić, hermano del emperador Esteban Dušan de Serbia, y Tomasa Orsini. De algunas fuentes sobre su vida, nos enteramos de que jugó un papel importante en el territorio gobernado por su padre. Como Simeón no lo menciona en sus cartas de 1366, es posible que haya nacido después de ese año. Estas son las cartas de los monasterios de San Nicolás en Tríkala y San Jorge en Zavlantija, que mencionan a los otros hijos de Simeón, Juan Uroš y María Ángelo. En el documento de María Ángelo a su hermano Juan, quien entonces era monje bajo el nombre de Joasaf, también se menciona a su otro hermano, lo cual es otra prueba de la existencia de Esteban. También se le menciona en antiguas crónicas serbias.
Después del asesinato de Tomás Preljubović en Ioánina el 23 de diciembre de 1384, los descendientes de Simeón se reunieron en la ciudad. Esaú Buondelmonti, el nuevo señor de la ciudad, llegó a Ioánina el 31 de enero de 1385 para casarse con María Ángelo, la viuda de Tomás. Durante los preparativos, también se invitó a María Radoslav Ángelo, esposa de Alejo Ángelo Filantropeno, señor de Tesalia. Llegó a la ciudad con un tal «Esteban», según la crónica de Ioánina. Ciertamente es posible que este sea el hijo menor de Simeón, quien vino a asistir a la boda de su hermana.
Según el historiador español Jerónimo Zurita, Helena Asanina Cantacucena, la viuda de Luis Fadrique, intentó prometer a su hija, María Fadrique, en matrimonio con un hijo de Simeón Uroš; ciertamente era Esteban ya que su hermano mayor ya era monje. Los planes de matrimonio no se llevaron a cabo debido a la oposición de los bizantinos y francos.
El cronista ragusano Mavro Orbini también nos da información sobre Esteban. Al contar la historia de la ceguera de Juan Uroš por Hlapen, Orbini mencionó que Juan fue enviado a Tesalia, donde se alojaba su hermano Esteban. Orbini escribió también que Esteban se casó con la hija de Francisco Zorzi, marqués de Bodonitsa.
Se cree que Esteban gobernó las ciudades de Farsalo y Domokos en Tesalia desde 1386 hasta la conquista turca otomana en 1393. No se sabe cuándo murió o si dejó descendencia.